# Почётный знак «За заслуги в освобождении Австрии»
Почётный знак «За заслуги в освобождении Австрии» (нем. Ehrenzeichen für Verdienste um die Befreiung Österreichs) — государственная награда Австрии, учреждённая 27 января 1976 года Федеральным Законом № 79/1976.
Присуждается активным участникам сопротивления нацизму, способствовавшим освобождению Австрии.
Награждение производится Федеральным Президентом Австрии по предложению федерального канцлера. Допускаются посмертные награждения.
По состоянию на 2004 год произведено около 4500 награждений.

## Степени
Почётный знак имеет одну степень

## Описание награды
Знак изготавливается из посеребренной бронзы и имеет форму правильного круга, окаймлённого по окружности выпуклым бортиком.
На аверсе надпись в три строки «Für / Österreichs / Befreiung» (За освобождение Австрии). На реверсе государственный герб Австрийской Республики.
К ушку знака крепится лавровая ветвь из посеребренной бронзы.
Знак носится на левой стороне груди на ленте красного цвета с белой полосой посередине.